# Deriva linguistica
La deriva linguistica, talvolta chiamata trasferimento linguistico o perdita linguistica è il processo mediante il quale una comunità di locutori di una lingua passa a parlarne un'altra, abbandonando quindi la lingua precedente (da cui il termine "deriva").
Il processo per cui una comunità di locutori di una lingua diventa bilingue e gradualmente monolingue è chiamato assimilazione; il relativo tasso di assimilazione è la percentuale di individui con una data lingua madre che parlano un'altra lingua più spesso in casa. I dati sono usati per misurare l'uso di una data lingua durante la vita di una persona o, più spesso, attraverso generazioni all'interno di una comunità linguistica.  
Quando una comunità linguistica cessa di usare la propria lingua originale si parla di estinzione linguistica.